# ベン・スミス (ニュージーランドのラグビー選手)
ベン・スミス（Ben Smith、1986年6月1日 - ）は、ニュージーランドの元ラグビーユニオン選手、指導者。

## プロフィール
- ニュージーランド・ダニーデン出身。
- ポジションはウィング(WTB)、センター(CTB)、フルバック(FB)。
- U21・7人制ニュージーランド代表に選ばれたことがある[1]。
- ニュージーランド代表通算キャップ数は84でラグビーワールドカップ2015・ラグビーワールドカップ2019のニュージーランド代表に選ばれた[2]。

## 略歴
オタゴ、ハイランダーズを経て、2019年、ポーに加入。
2020年、神戸製鋼コベルコスティーラーズ(現・コベルコ神戸スティーラーズ)に加入。
2021年2月20日にジャパンラグビートップリーグ第1節NECグリーンロケッツ戦に先発出場で日本での公式戦初出場を果たす。
その後同年、コベルコ神戸スティーラーズを退団したが、2022年3月、コベルコ神戸スティーラーズに再加入。同年6月、コベルコ神戸スティーラーズを退団した。
2022年、オタゴNPCチームでコーチを務める。
2023年シーズンでは、スーパーラグビーのハイランダーズのコーチを務めた。
2024年11月の静岡ブルーレヴズの延岡合宿（宮崎県）に、5日間スポットコーチとして帯同。